# Servazio
Servazio  è un nome proprio di persona italiano maschile.

## Varianti
- Femminili: Servazia[2]

### Varianti in altre lingue
- Catalano: Servaci[3]
- Francese: Servais
- Latino: Servatius[1][4]
- Limburghese: Servaos[4]
  - Ipocoristici: Faos
- Olandese: Servaas[4]
  - Ipocoristici: Faas[4]
- Polacco: Serwacy
- Spagnolo: Servacio[3]
- Vallone: Serwai, Servå
- Ungherese: Szerváciusz

## Origine e diffusione
Deriva dal latino Servatius, basato sul termine servatus ("salvato", "redento"); altre fonti lo riconducono invece a servandus, col significato di "che osserva [la legge]". 
In Italia il nome gode di scarsa diffusione; è invece diffuso nei Paesi Bassi, per via del culto di san Servazio, il vescovo che li evangelizzò nel IV secolo. Va notato che la forma ipocoristica olandese Faas è condivisa con Bonifaas, la variante in quella lingua di Bonifacio.

## Onomastico
L'onomastico si può festeggiare il 13 maggio in memoria di san Servazio, vescovo di Tongres. Con questo nome si ricorda anche un beato, Servatius Scharff, monaco premonstratense in Baviera, commemorato il 13 giugno.

## Persone
- Servazio di Tongres, vescovo armeno

### Varianti
- Servatius Hochecker, scultore tedesco
- Servais Knaven, ciclista su strada e pistard olandese
- Servais-Théodore Pinckaers, teologo belga
- Servaas "Faas" Wilkes, calciatore olandese